# Internationell organisation
En internationell organisation eller mellanfolklig organisation är en organisation vars verksamhet eller medlemsbas överskrider enskilda nations- och statsgränser. En internationell organisation kan antingen vara mellanstatlig eller icke-statlig. En icke-statlig internationell organisation, även kallad "NGO" eller non-governmental organization, kan till sin natur vara antingen kommersiell eller ideell.

## Exempel på internationella organisationer
- Mellanstatliga organisationer
  - Asia-Pacific Economic Cooperation (APEC)
  - Europarådet
  - Europeiska unionen (EU)
  - Förenta nationerna (FN)
  - G7
  - Nato
  - Nordiska rådet
  - OECD
  - Opec
  - Samväldet
- Internationella icke-statliga organisationer
  - Multinationella företag
    - AT&T
    - BP
    - IKEA
    - Microsoft
    - Philips
    - Toyota
    - Unilever

  - Internationella ideella organisationer
    - Amnesty International
    - Greenpeace
    - Läkare utan gränser
    - Human Rights Watch
    - Kyrkornas världsråd
    - Transparency International
    - Världsnaturfonden